# Hanrendszer
A hanok (藩; Hepburn: han, ’birtok’) japán nagybirtokok, „kiskirályságok” voltak az Edo-korban (1600–1867). A Tokugava-sógunátus alatt nyerték el többé-kevésbé végleges formájukat, noha hivatalosan egészen a Meidzsi-korig (1868–1912) nem hannak, hanem rjóbunnak hívták őket. A 18. századra 260 körül stabilizálódott a számuk. Általában a ’megbízható’ (fudai) daimjók birtoka kisebb volt, mint a tozamáké (’külsõ’): utóbbiak közül Csósú, a Móri család földterülete Szuó és Nagato tartományokat teljes egészükben magába foglalta. A legtöbb han egy tömböt alkotott, de voltak elszórt birtokrészek is. Egy hannak legalább 10 ezer koku rizst kellett jövedelmeznie, a sógun parancsára meghatározott létszámú szamurájhadat kellett tudnia kiállítani, egyebekben autonóm egység volt saját ítélkezési, adókivetési stb. joggal. Németországhoz és Olaszországhoz némileg hasonlóan az egységes nemzetállam csak a hanrendszer felszámolásával, a Meidzsi-restaurációval jöhetett létre a 19. században. 1871-ben szüntették meg a hanrendszert, létrehozva a prefektúrarendszert. Utolsóként a Rjúkjú hant számolták fel 1879-ben.